# Dystrofia miotoniczna
Dystrofia miotoniczna (DM, miotonia zanikowa, choroba Curschmanna-Steinerta, ang. myotonic dystrophy) – choroba genetyczna, postać dystrofii (zaniku) mięśni. Chorobę opisali jako pierwsi Hans Steinert i Hans Curschmann w 1909 roku.

## Objawy i przebieg

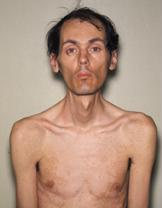
40-letni pacjent z DM, objawiającą się obustronną zaćmą i całkowitym blokiem serca

Cechą charakterystyczną jest występowanie u chorych miotonii – po naprężeniu mięśni rozluźnienie następuje z opóźnieniem. Choroba ma charakter postępujący. W pierwszym rzędzie i najczęściej atakowane są mięśnie twarzy, szyi, przedramion, rąk, podudzia i stóp. Chorobie towarzyszą też inne zaburzenia (zaćma, łysienie, zanik jąder, zaburzenia miesiączkowania, choroby serca, zaburzenia mowy i połykania, zaburzenia w trawieniu, zaburzenia słuchu, zmiany EKG i in.). Występuje raz na 10 000 osób. Objawy mogą wystąpić we wczesnym dzieciństwie, ale zwykle pojawiają się u chorych w wieku około 20-30 lat, choć czasem występują dopiero w wieku dojrzałym.

## Dziedziczenie
Dystrofia miotoniczna to choroba dziedziczona w sposób autosomalny dominujący. Za występowanie dystrofii miotonicznej typu 1 (DM1) odpowiada mutacja w genie DMPK położonym na chromosomie 19. Mutacja polega na ekspansji sekwencji nukleotydowej (trzech nukleotydów CTG) położonej w 3'UTR genu DMPK. U zdrowych osób występuje 5 do 37 powtórzeń, u ciężko chorych – od 100 do kilku tysięcy (im więcej kopii, tym poważniejsze objawy). Chorobie towarzyszy antycypacja – liczba kopii wzrasta, a objawy stają się poważniejsze z pokolenia na pokolenie, przy czym ekspansja powtórzeń jest znacząco większa przy przekazywaniu zmutowanego genu przez matkę. Za występowanie dystrofii miotonicznej typu 2 (DM2) odpowiada mutacja w genie ZNF9 położonym na chromosomie 3. Mutacja polega na ekspansji sekwencji nukleotydowej (czterech nukleotydów) położonej w intronie genu ZNF9. Powtórzeń może być od 75 do 11 000, ale ich liczba nie jest skorelowana z nasileniem symptomów ani momentem rozpoczęcia choroby. W obu typach dystrofii miotonicznej mRNA niosące mutacje gromadzi się w jądrze i zaburza splicing innych mRNA, np. kodującego kanał chlorkowy CLC1, co powoduje objawy miotonii, czy INSR (receptora insuliny), co powoduje oporność na insulinę.

## Leczenie

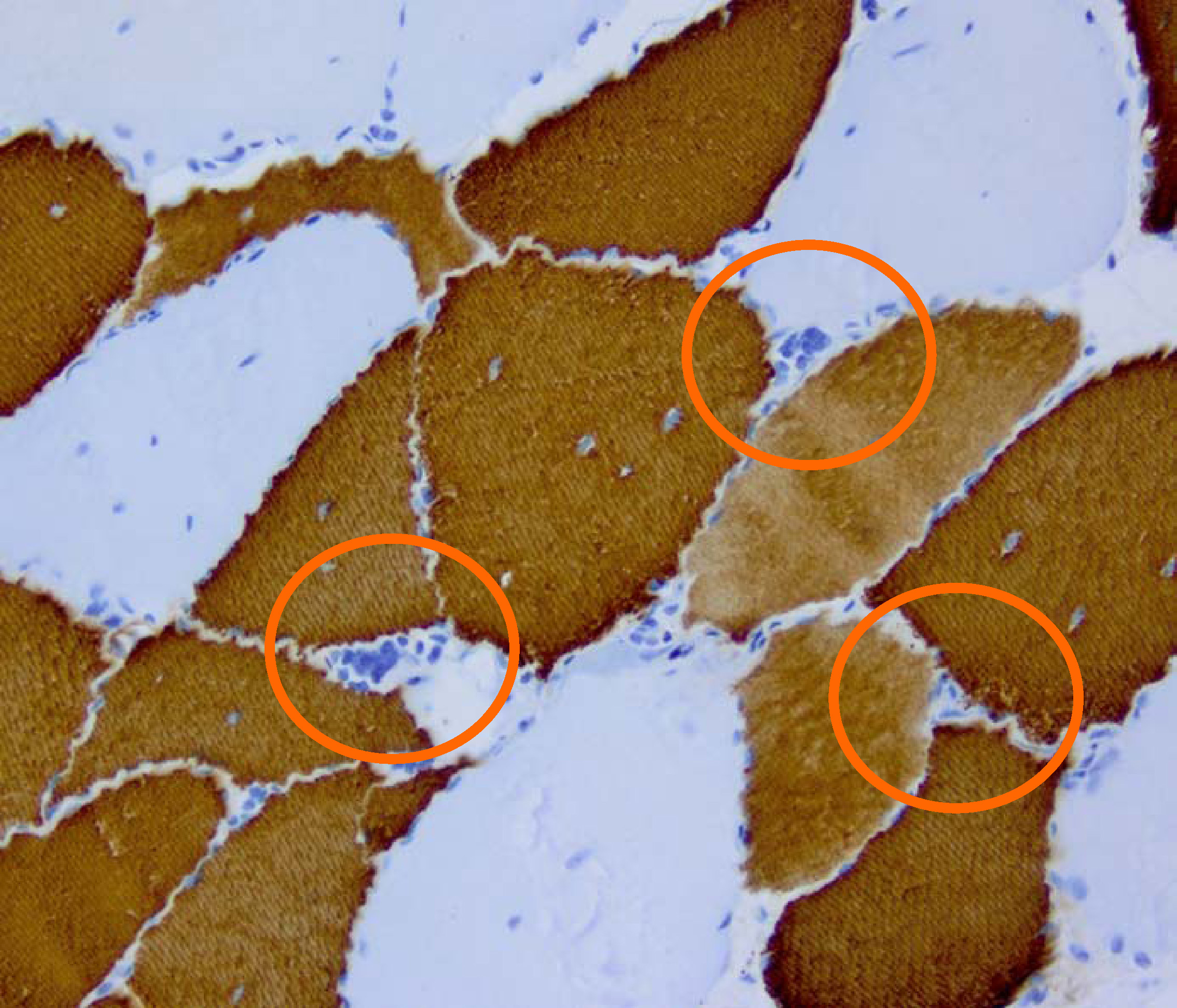
Obraz histopatologiczny bioptatu mięśnia pacjenta z dystrofią miotoniczną

Leczenie dystrofii miotonicznej nie jest jak dotąd możliwe. Stosuje się gimnastykę leczniczą i zabiegi ortopedyczne w celu spowolnienia postępów choroby. Sama miotonia nie zawsze wymaga leczenia, ale można ją kontrolować farmakologicznie.